# Acacia oraria
Acacia oraria é uma espécie de leguminosa do gênero Acacia, pertencente à família Fabaceae.